# Halové mistrovství Evropy v atletice 1976

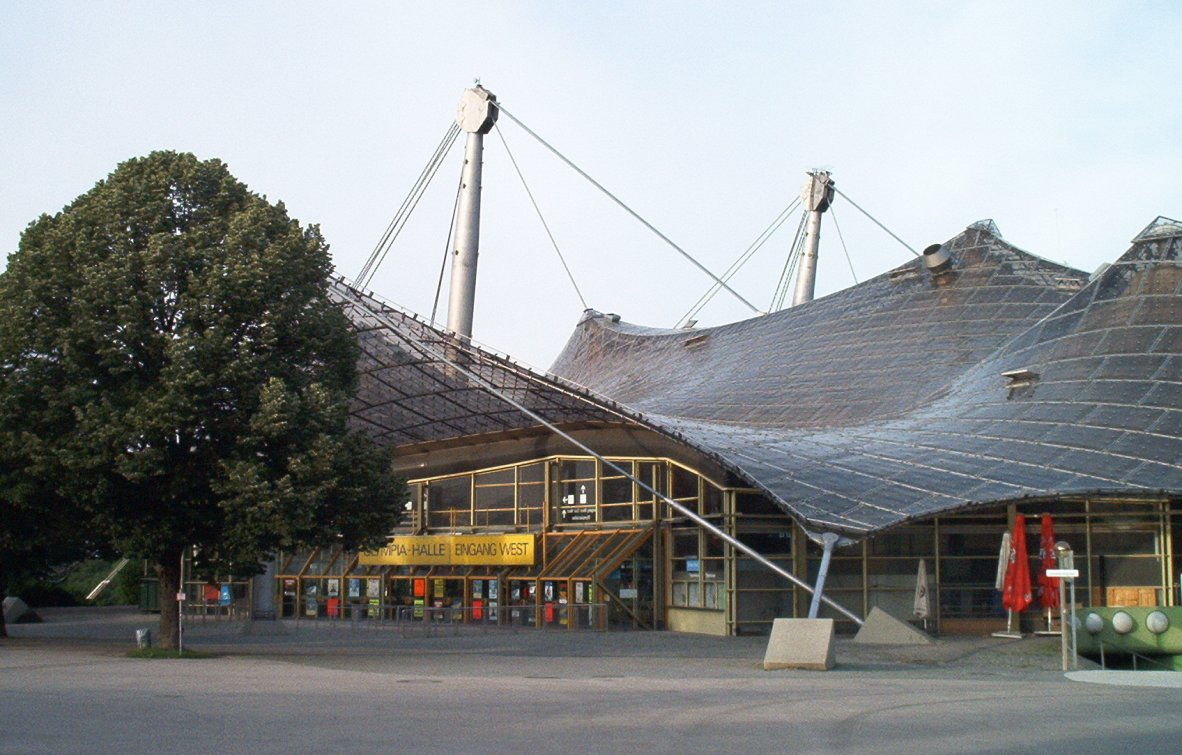
Olympiahalle v Mnichově

7. Halové mistrovství Evropy v atletice se odehrávalo ve dnech 21. – 22. února 1976 v tehdy západoněmeckém Mnichově.
Na programu bylo dohromady 19 disciplín (11 mužských a 8 ženských). O nejhodnotnější výkon se postarala Rita Wildenová ze Západního Německa, která časem 52,26 s zaběhla nový halový světový rekord v běhu na 400 metrů.

## Medailisté

### Muži
| Soutěž        | Zlato                      | Stříbro                       | Bronz                                     |
| ------------- | -------------------------- | ----------------------------- | ----------------------------------------- |
| 60 m          | Valerij Borzov 6,58        | Vasilis Papageorgopoulos 6,67 | Petar Petrov 6,68                         |
| 400 m         | Janko Bratanov 47,79       | Hermann Köhler 48,19          | Grzegorz Mądry 48,46                      |
| 800 m         | Ivo Van Damme 1:49,2       | Josef Schmid 1:49,8           | Milovan Savič 1:49,9                      |
| 1500 m        | Paul-Heinz Wellmann 3:45,1 | Thomas Wessinghage 3:45,3     | Gheorghe Ghipu 3:46,1                     |
| 3000 m        | Ingo Sensburg 8:01,6       | Józe Ziubrak 8:02,0           | Ray Smedley 8:02,2                        |
| 60 m př.      | Viktor Mjasnikov 7,78      | Berwyn Price 7,80             | Zbigniew Jankowski 7,92                   |
| Skok do výšky | Sergej Senjukov 2,22 m     | Jacques Aletti 2,19 m         | Walter Boller 2,19 m Bruno Brokken 2,19 m |
| Skok o tyči   | Jurij Prochorenko 5,45 m   | Antti Kalliomäki 5,40 m       | Renato Dionisi 5,30 m                     |
| Skok daleký   | Jacques Rousseau 7,90 m    | Valerij Pidlužnyj 7,79 m      | Joachim Busse 7,72 m                      |
| Trojskok      | Viktor Sanějev 17,10 m     | Carol Corbu 16,75 m           | Bernard Lamitié 16,68 m                   |
| Vrh koulí     | Geoffrey Capes 20,64 m     | Gerd Lochmann 20,29 m         | Alexandr Baryšnikov 20,02 m               |

### Ženy
| Soutěž        | Zlato                         | Stříbro                     | Bronz                        |
| ------------- | ----------------------------- | --------------------------- | ---------------------------- |
| 60 m          | Linda Haglundová 7,24         | Sonia Lannamanová 7,25      | Elvira Possekelová 7,28      |
| 400 m         | Rita Wildenová 52,26          | Jelica Pavličićová 52,47    | Inta Klimovičová 52,80       |
| 800 m         | Nikolina Šterevová 2:02,2     | Liljana Tomovová 2:02,6     | Gisela Kleinová 2:03,2       |
| 1500 m        | Brigitte Krausová 4:15,2      | Natalia Marasescuová 4:15,6 | Rosica Pechlivanovová 4:15,8 |
| 60 m př.      | Grażyna Rabsztynová 7,96      | Natalja Lebeděvová 8,08     | Bożena Nowakowská 8,14       |
| Skok do výšky | Rosemarie Ackermannová 1,92 m | Ulrike Meyfarthová 1,89 m   | Milada Karbanová 1,89 m      |
| Skok daleký   | Lidija Alfejevová 6,64 m      | Jarmila Nygrýnová 6,57 m    | Galina Gopčenková 6,48 m     |
| Vrh koulí     | Ivanka Christovová 20,45 m    | Světlana Kračevská 20,06 m  | Ilona Schoknechtová 19,36 m  |

## Medailové pořadí
| Umístění | Stát                       | Zlato | Stříbro | Bronz | Celkem |
| -------- | -------------------------- | ----- | ------- | ----- | ------ |
| 1.       | Sovětský svaz              | 6     | 3       | 3     | 12     |
| 2.       | Západní Německo            | 4     | 4       | 4     | 12     |
| 3.       | Bulharská lidová republika | 3     | 1       | 2     | 6      |
| 4.       | Velká Británie             | 1     | 2       | 1     | 4      |
| 5.       | Polsko                     | 1     | 1       | 3     | 5      |
| 6.       | Francie                    | 1     | 1       | 1     | 3      |
| 6.       | NDR                        | 1     | 1       | 1     | 3      |
| 8.       | Belgie                     | 1     | 0       | 1     | 2      |
| 9.       | Švédsko                    | 1     | 0       | 0     | 1      |
| 10.      | Rumunsko                   | 0     | 2       | 1     | 3      |
| 11.      | Československo             | 0     | 1       | 1     | 2      |
| 11.      | SFR Jugoslávie             | 0     | 1       | 1     | 2      |
| 13.      | Finsko                     | 0     | 1       | 0     | 1      |
| 13.      | Řecko                      | 0     | 1       | 0     | 1      |
| 15.      | Itálie                     | 0     | 0       | 1     | 1      |